# Анна Андржиевская
Анна Александровна Андржиевская (род. 22 февраля 1989, Пермь) — российская художница, работающая с живописью, графикой, объектами и видео. Известна своими гастрономическими перформансами и инсталляциями. В её работах фантастические персонажи, абсурдистские образы, авторские знаки и символы формируют сюрреалистический мир, вдохновлённый природными формами и графикой компьютерных игр.
Андржиевская является соосновательницей арт-группы «Север-7» 
,с которой участвовала в MANIFESTA 10 (2014) и получила премию «Present Continuous» фонда V-A-C совместно с музеем M HKA (2018).  В 2021 году Анна Анджриевская также стала лауреатом специального приза премии имени Сергея Курёхина.
Художница участвовала в III Московской биеннале молодого искусства (2012)
, фестивале Art Nou в Барселоне (2024)
, выставках в PERMM, Третьяковской галерее, Русском музее  и других институциях. Её произведения находятся в коллекциях M HKA, Государственного Русского музея , Музея политической истории России, Музея современного искусства PERMM  и других собраний.
Анна Андржиевская живёт и работает в Барселоне .

## Образование
2026 — The University of Barcelona, Master in Production and Artistic Research
2019 — Лаборатория Новых Медиа, Новая сцена Александринского театра, Санкт-Петербург, Россия 
2014 — Санкт-Петербургская художественно-промышленная академия им. Штиглица, специальность «Художник монументально-декоративного искусства», Санкт-Петербург, Россия 
2013 — Школа молодого художника,  фонд «ПРО АРТЕ», Санкт-Петербург, Россия

## Персональные выставки
2024 — Fundbüro Geist, Voskhod Gallery, Базель, Швейцария 
2024 — Path-pathway, Tangent Projects, Оспиталет-де-Льобрегат, Испания 
2024 — Сюрприз Контейнер, Галерея Anna Nova, Санкт-Петербург, Россия 
2023 — Система ограждений, Музей истории ГУЛАГа, Москва, Россия 
2022 — За змеиной горкой, Галерея Anna Nova, Санкт-Петербург, Россия 
2021 — Небесная пустошь, Галерея «Триумф», Москва, Россия  
2020 — Система ограждений,  Музей современного искусства PERMM, Пермь, Россия 
2020 — Середина лета, Kz Gallery, Санкт-Петербург, Россия  
2020 — Последняя битва, Галерея «Азот», Москва, Россия  
2018 — Как сохранить секрет или как скрыть очевидное, NAMEGALLERY, Санкт-Петербург, Россия  
2018 — Алхимическая аптека «Лунный свет», Галерея 2,04, Санкт-Петербург, Россия
2018 — Лебедь, лапка, ты, Творческое пространство 0+, Санкт-Петербург, Россия
2015 — Пистолет, Интимное место, Санкт-Петербург, Россия
2013 — Пермь-36, Гражданский форум «Пилорама», Пермь, Россия 
2013 — Пермь-36, Малый Манеж, Санкт-Петербург, Россия 

## Групповые выставки
2024 — Art Nou festival, Барселона, Испания  
2024 — On the way, Tangent Projects, Оспиталет-де-Льобрегат, Испания 
2024 — Дар Владимира Некрасова Русскому музею, Государственный Русский музей, Санкт-Петербург, Россия 
2023 — Stripart festival, Барселона, Испания 
2023 — The Ripple Effect, Лиепайский музей истории и искусств, Лиепая, Латвия 
2022 — Фестиваль «Курорт», Комарово, Россия  
2021 — Живое вещество, Государственная Третьяковская галерея, Москва, Россия 
2021 — Выставка номинантов премии Анатолия Зверева, Центр современного искусства «Винзавод», Москва, Россия  
2021 — Поколение тридцатилетних в современном русском искусстве, Государственный Русский музей, Санкт-Петербург, Москва, Россия 
2020 — За тучами фьюче, ДК Громов, Санкт-Петербург, Россия  
2020 — Пангардения, Ars Electronica, Санкт-Петербург, Россия  
2020 — Немосква не за горами, Центральный выставочный зал «Манеж», Санкт-Петербург, Россия  
2020 — Волна грез, Галерея «Триумф», Москва, Россия  
2020 — Невский экспресс, Музей современного искусства ART4, Москва, Россия 
2019 — Lost and found North-7 Expedition, Museum of Contemporary Art M HKA, Антверпен, Бельгия  
2019 — Summer camp, Галерея Anna Nova, Санкт-Петербург, Россия  
2019 — Косморама XVIII, Музей Москвы, Москва, Россия  
2019 — Горизонт 19, Новый музей, Санкт-Петербург, Россия  
2019 — Синестезия Pavlov party, Kunsthalle nummer sieben, Санкт-Петербург, Россия  
2018 — Школа активного рисования и перформативного позирования, Галерея Ovcharenko, Москва, Россия  
2018 — Белый, белый день, ДК Громов, Санкт-Петербург, Россия  
2017 — На маяк, Музей современного искусства PERMM, Пермь, Россия 

2017 — Седьмая часть мира, NAMEGALLERY, Санкт-Петербург, Россия  
2017 — Китай-Россия, Новый музей, Санкт-Петербург, Россия  
2017 — Неудобные вопросы, Тартуский художественный музей, Тарту, Эстония  
2017 — Летающий бар, тотальная инсталляция в «Доме моряка», фестиваль Barents Spektakel, Норвегия  
2016 — Форма незримого, Центр современного искусства «Винзавод», Москва, Россия
2016 — Brutal Crossroads, Temporary Storage, Нью-Йорк, США  
2016 — Flower Buds, Liljevalchs Hubb, Стокгольм, Швеция  
2015 — Форма незримого, Музей современного искусства PERMM, Пермь, Россия 
2015 — Охота на Снарка, Музей Матюшина, Ночь музеев, Санкт-Петербург, Россия
2015 — В отсутствие художника, База «Север-7», Санкт-Петербург, Россия  
2014 — Цветы и фрукты, База «Север-7», Санкт-Петербург, Россия  
2014 — Сигнал — искусство настоящего, Сигнал, Санкт-Петербург, Россия 
2014 — Башни, MANIFESTA 10, База «Север-7», Санкт-Петербург, Россия 
2013 — Дневник наблюдений, ART re.FLEX Gallery, Санкт-Петербург, Россия  
2012 — OCULUS два, III Московская международная биеннале молодого искусства, Москва, Россия  

## Ярмарки
2025 — Port Art Fair, Санкт-Петербург, Россия  
2025 — Rea-fair, Милан, Италия 
2024 — Hybrid, Мадрид, Испания  
2023 — SWAB, Барселона, Испания 
2023 — BAD +, Бордо, Франция  
2022 — Christmas Art Bazar, Muze Garden, Санкт-Петербург, Россия  
2020 — Blazar, Москва, Россия
2019 — Da!MOSCOW, Москва, Россия  
2018 — SAM Fair, Санкт-Петербург, Россия  
2017 — 7-я Независимая ярмарка современного искусства, Санкт-Петербург, Россия
2015 — Stockholm Independent Art Fair, Стокгольм, Швеция  

## Резиденции
2024 — Montenegro European art community
2024 — Tangent project, Барселона, Испания
2023 — Dom Residencia de Arte, Сиджес, Испания
2023 — CalGras, Авиньо, Испания
2022 — Raivis Zabis Residence, Лиепая, Латвия
2021 — Cité Internationale des Arts, Париж, Франция
2018 — Camp Us One, Анапа, Россия